# Cassarmonica
La Cassarmonica è un chiosco della musica monumentale di Acquaviva delle Fonti, nella città metropolitana di Bari, ubicata nel centro di piazza Vittorio Emanuele II. Assieme al Chiosco della Musica di Rapallo, nella città metropolitana di Genova, è una delle due strutture di questo tipo a essere realizzate in cemento armato in tutta Italia.

## Storia
L'idea della costituzione di un chiosco della musica stabile e in ferro nacque nel 1907 da un gruppo di cittadini acquavivesi. Il 20 agosto dello stesso anno fu esposto un manifesto che invitava la popolazione a donare dei fondi per la costruzione di una cassa armonica che potesse ornamentare piazza Vittorio Emanuele II ed essere un monumento per Acquaviva. Per la sottoscrizione fu costituito un comitato che tuttavia non riuscì a raccogliere le risorse economiche necessarie per l'edificazione. L'idea della cassa armonica tornò in auge solo nel 1929, quando il 13 luglio l'allora podestà di Acquaviva delle Fonti, Luigi Di Giuro, ne deliberò la costruzione e quando furono effettuati alcuni contributi.
La Cassarmonica fu dunque costruita nel 1930, sostituendo una struttura lignea mobile preesistente. L'opera è stata realizzata anche per onorare la banda musicale di Acquaviva delle Fonti, fondata non prima del 1829 e vincitrice di concorsi a livello nazionale e internazionale.
L'edificazione fu affidata alla ditta edile barese Fratelli Bollani — come testimonia un'iscrizione ormai poco leggibile apposta sul basamento del lampione destro — su disegno del canonico Ernesto Tisci e avanzò sotto la direzione dell'ingegner Vincenzo Cirielli.
Nel dicembre 1963 fu organizzato e trasmesso in televisione sul Programma Nazionale un concerto di musiche verdiane in occasione del 150º anniversario della nascita di Giuseppe Verdi.
Nell'agosto 2014, la Cassarmonica ha subito un rifacimento del pavimento in legno, ricostruito da un'azienda locale.

## Descrizione
L'intera struttura, a pianta centrale (nello specifico, circolare), è composta da blocchi di cemento armato prefabbricato e montati direttamente in cantiere.
La cupola, formata da otto costoloni cementizi e da un telaio metallico, è sorretta da otto pilastri su cui si appoggiano ciascheduno una parasta di ordine tuscanico. I plinti di tali colonne si alternano a sette parapetti di cemento e all'unica ringhiera con cancello, ambo metallici. Quest'ultimo è l'unico ingresso per il chiosco.
Prendendo come punto di riferimento le otto colonne, il frontone, delimitato superiormente da una cornice più spessa, corre attorno alla volta per ⅝ della circonferenza della Cassarmonica e per i ⅜ della stessa, ovvero la sezione allineata con l'ingresso, la sua altezza è pressoché doppia rispetto al resto. Sopra la sezione centrale, allineato con l'entrata, è posto un gruppo scultoreo raffigurante la Musica.
Nella sezione centrale è riportata in lingua latina e in caratteri romani l'iscrizione seguente che, oltre a riportare l'anno di costruzione della Cassarmonica, vuole essere simbolicamente un invito alle generazioni future a non abbandonare la tradizione musicale acquavivese:

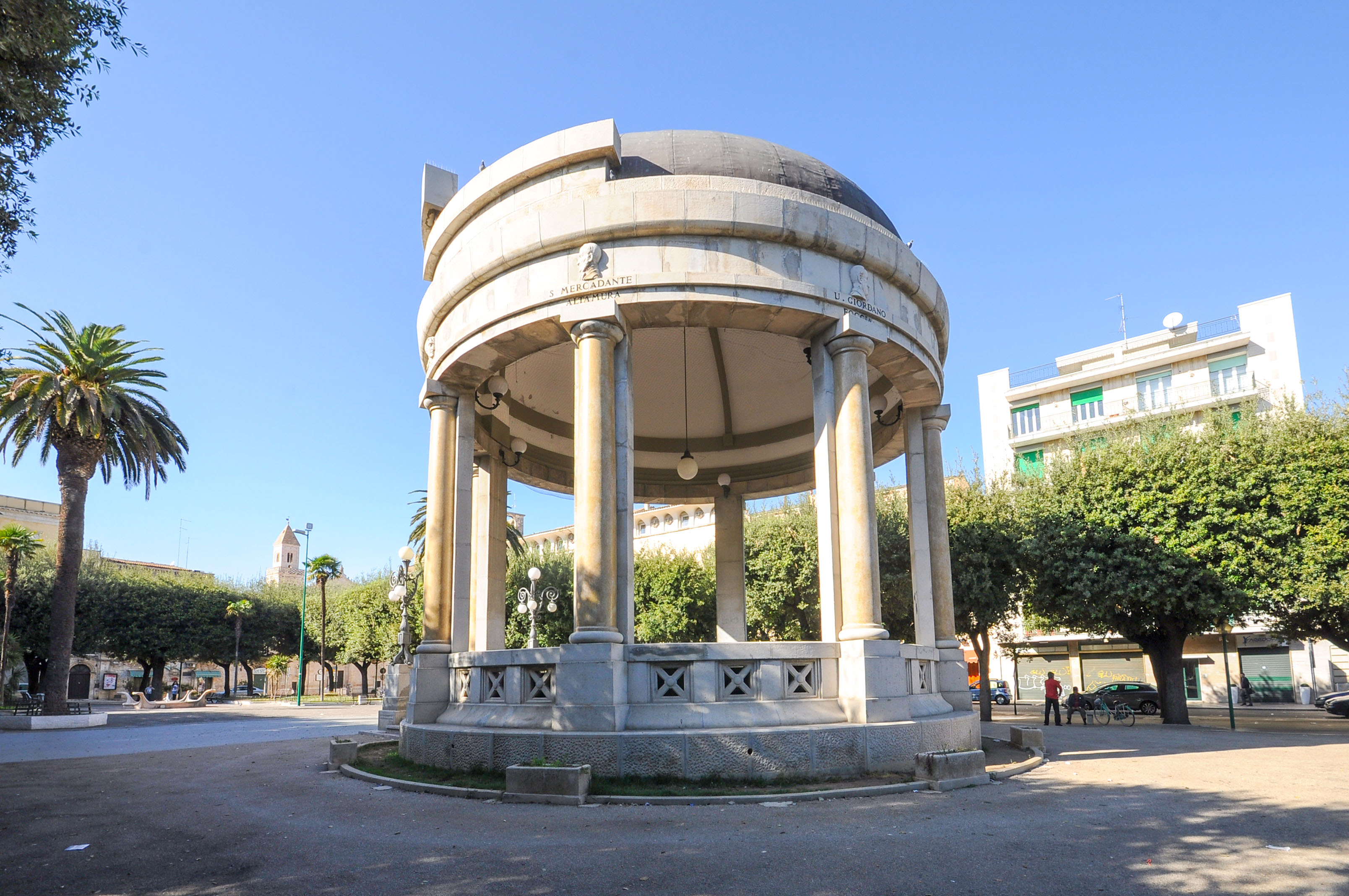
Vista posteriore di tre quarti

Tutt'attorno al fregio, sopra e in corrispondenza delle colonne, sono raffigurate in bassorilievo e di profilo i volti di otto dei più importanti musicisti pugliesi, sottostati nelle fasce inferiori dai relativi nominativi e dal loro comune di origine. Essi sono Niccolò Piccinni, Tommaso Traetta, Saverio Mercadante, Umberto Giordano, Giovanni Paisiello, Giuseppe Millico, Niccolò van Westerhout e Leonardo Leo.
L'ingresso è antistato da uno spiazzo sopraelevato di quattro gradini rispetto alla piazza circostante. Ai suoi angoli sono collocati due lampioni di ghisa lavorati in stile Liberty, sul basamento dei quali è presente un bassorilievo ciascuno raffigurante una versione dello stemma di Acquaviva delle Fonti.
Fatta eccezione per la suddetta gradinata, la totalità della struttura è circoscritta in un'aiuola, la cui bordatura è interrotta da sei vasi ornamentali posti davanti alle anzidette colonne.
All'interno la Cassarmonica possiede un pavimento in legno, sviluppato su due gradini, al disotto del quale è presente una vasca che, assieme alla cupola, funge da cassa di risonanza e la quale secondo l'originaria intenzione del progettista avrebbe dovuto essere riempita d'acqua per modificare il riverbero delle musiche.
Stilisticamente il disegno riprende l'architettura del periodo fascista.

### Esplicative
1. ↑  Considerando esclusivamente il chiosco, ovvero escludendo la gradinata, cfr.  Allegato 2 - Cassarmonica (PDF), su comune.acquaviva.ba.it.
2. ↑  Le iscrizioni poste sul fregio sono le seguenti: «n. piccinni / bari»; «t. traetta / bitonto»; «s. mercadante / altamura»; «u. giordano / foggia»; «g. paisiello / taranto»; «g. millico / terlizzi»; «n. van westerhout / mola»; «l. de leo / s. vito. n'».
3. ↑  Sul fregio è riportata la dicitura «l. de leo», sebbene sia più corretto chiamarlo "Leonardo Leo". In Taranto e Zirioni, p. 109.

### Bibliografiche
1. ↑  Cuore di Banda, a 30 min 50 s.
2. ↑   Cassarmonica, su old.comune.acquaviva.ba.it. URL consultato il 25 gennaio 2023.
3. ↑   Cuore di Banda: due città due cassarmoniche, su acquavivanet.it, 25 marzo 2021. URL consultato il 25 gennaio 2023 (archiviato dall'url originale il 12 aprile 2021).
4. ↑   Per la costruenda Cassa armonica, in Il Giornale di Acquaviva, 21 giugno 1908,  p. 1. in  Nunzio Mastrorocco, …suggestioni d'epoca…, Sammichele di Bari, SUMA Editore, 2011,  p. 64, ISBN 978-88-96310-23-6, SBN BA10079075.
5. ↑  Cuore di Banda, a 26 min 40 s.
6. ↑  Taranto e Zirioni, pp. 124 e 125.
7. ↑   Giardino di Piazza V. E. II.. Fratelli Grilli,  1929. URL consultato il 25 gennaio 2023 L'immagine è stata tratta da:  Acquaviva delle Fonti - Giardino di Piazza V. E. II., su cartamaxima.it. URL consultato il 25 gennaio 2023.
8. ↑  Mastrorocco, p. 58.
9. ↑   Francesco Liuzzi, Le origini della banda musicale di Acquaviva: tra fantasiose ricostruzioni e comprovati dati documentali, in Acquaviva - Rivista di storia e arte, n. 30, 2019,  pp. 8-42, SBN BA10133884.
10. ↑   I Premi della Banda di Acquaviva, su cassarmonica.it. URL consultato il 25 gennaio 2021.
11. ↑  Taranto e Zirioni, p. 99.
12. ↑  Mastrorocco, p. 224.
13. ↑   Vito Prigigallo, La Cassarmonica di Acquaviva delle Fonti, un chiosco monumentale dove la musica vive sovrana, su pugliosita.it, 12 giugno 2023. URL consultato il 29 dicembre 2024.
14. ↑   La cassarmonica ha finito il restyling e riprendono i concerti, su acquavivalive.it, 27 agosto 2014. URL consultato il 25 gennaio 2023.
15. ↑   Cassarmonica, su prolocoacquaviva.it. URL consultato il 25 gennaio 2021.
16. ↑  Taranto e Zirioni, p. 17.
17. ↑  Taranto e Zirioni, p. 16, nota 9.
18. ↑  Cuore di Banda, a 34 min 10 s.
19. ↑  Cuore di Banda, a 33 min 50 s.